# Casulla

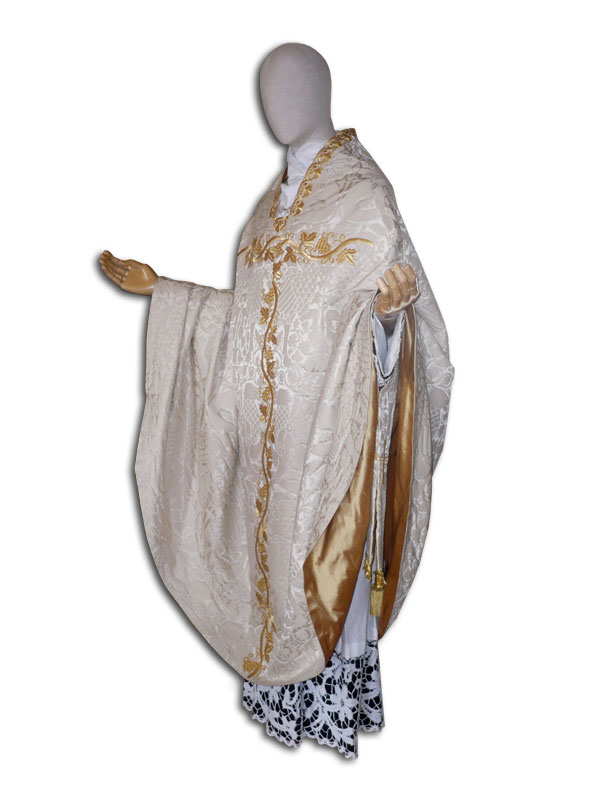
Casulla cónica o de estilo gótico

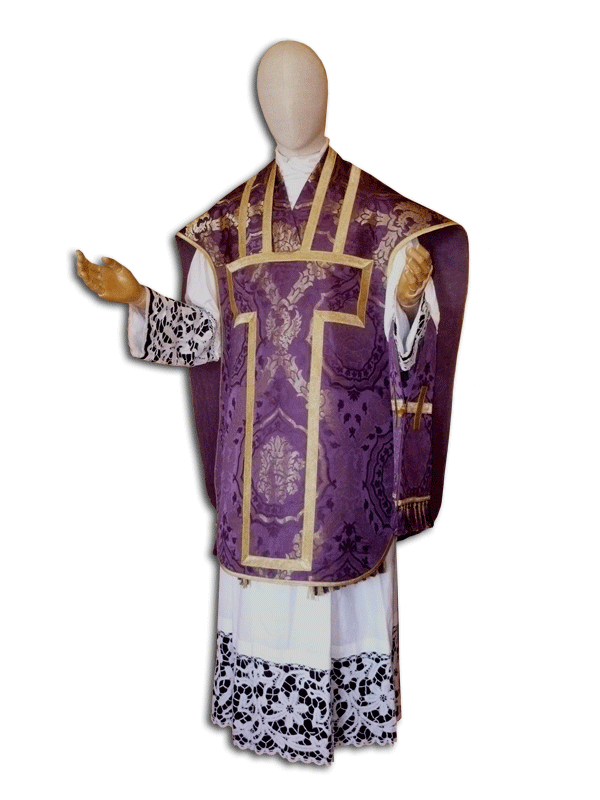
Casulla de transición posterior, donde los laterales no están tan cortos como en las casullas barrocas tardías.

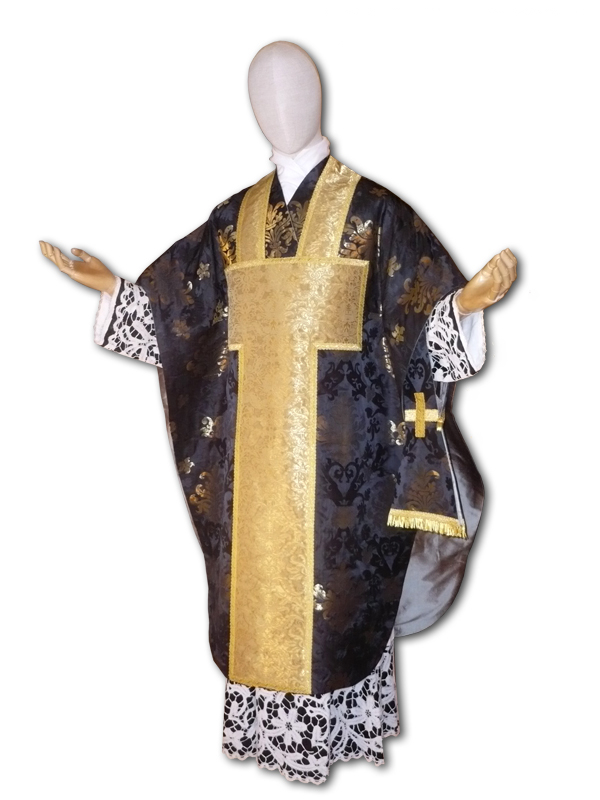
Casulla borromea, relativa a San Carlos Borromeo,

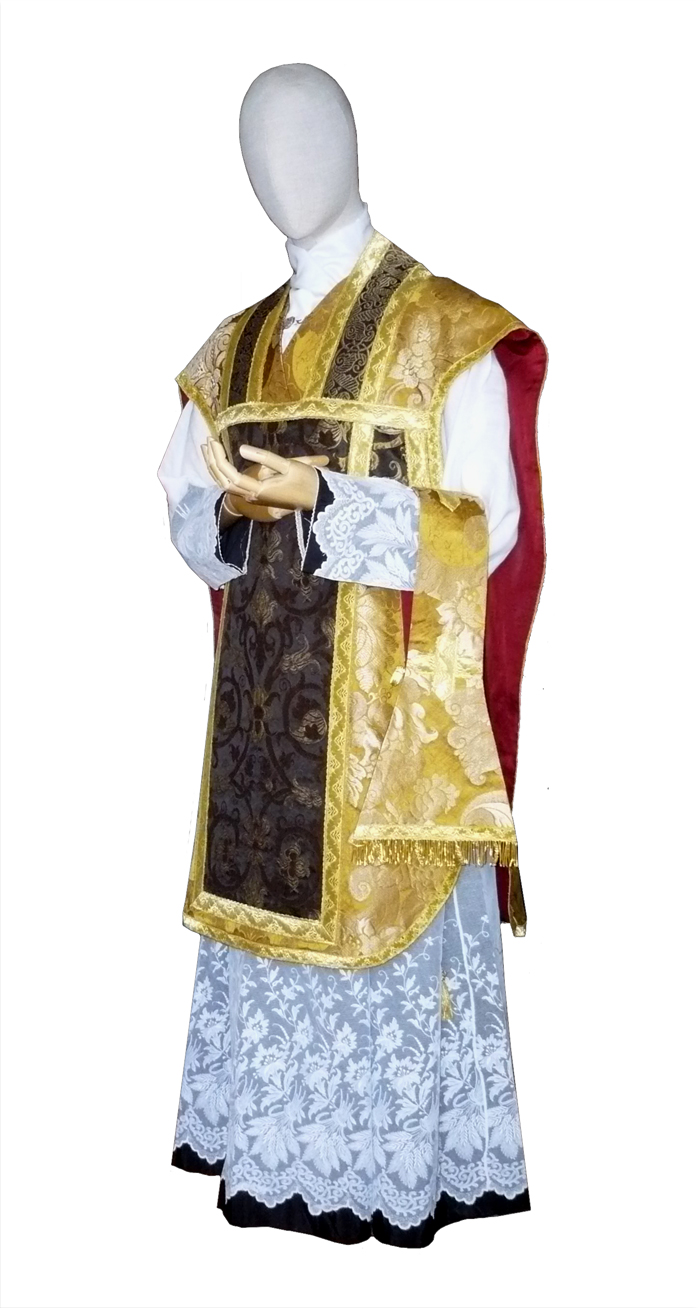
Casulla tradicional de corte romano.

La casulla, del latín casula (pequeña casa), es la vestidura exterior que utiliza el sacerdote para la celebración de la misa en la liturgia romana, así como en las celebraciones de la "Alta Iglesia" anglicana y de las iglesias luteranas escandinavas. Su homólogo en la liturgia de rito bizantino es el phelonion.

## Historia
La casulla deriva de la pénula greco-romana, vestido utilizado por la clase senatorial romana a principios del siglo IV, que consistía en un vasto manto de lana, de forma redonda o cónica, con una abertura en el centro para pasar la cabeza y que con frecuencia también tenía una capucha. Hasta el siglo IX era la vestidura litúrgica común de los clérigos, época en la que comienza a prevalecer el uso de la dalmática para los diáconos y la tunicela para los subdiáconos.
En mosaicos que se encuentran en Roma y Rávena y que pertenecen a los siglos VI y VII se encuentran magníficos ejemplos de esta casula o pænula primitiva. Originalmente confeccionada en lana, se empieza a realizar esta vestidura a partir del siglo IX con las ornamentadas sedas bizantinas y los estrechos galones, cuya función original era cubrir las costuras, se van transformando en elaboradas cintas aumentando el peso de la casulla.
Entre los siglos XIV y XV fueron muy apreciadas las casullas de opus anglicanum.
Con el fin de reducir el peso de la vestidura y facilitar el movimiento de los brazos del sacerdote, se empieza a recortar los lados de la vestidura para devenir primero elíptica y luego rectangular. A partir del siglo XVI se empiezan a utilizar tejidos y ornamentos cada vez más pesados, lo que llevó, finalmente a las casullas rectangulares, comúnmente llamadas en "guitarrón". Esta evolución en las formas se manifestó con ligeras divergencias entre los distintos países europeos, lo que hace posible definir el lugar de origen de una casulla antigua.
Con el movimiento litúrgico que comenzó en la primera mitad del siglo XX se procuró un retorno a las formas originales de la casulla, esto es amplia y con tejidos livianos, y que es el diseño actualmente más común aunque no es raro encontrar el modelo anterior, sobre todo en iglesias históricas y cuando la riqueza de la vestidura lo amerita.
Sus colores pueden varias según las diferentes fiestas.

## Utilización y colores
Según la Institución General del Misal Romano, documento que en su tercera edición fue promulgado por Juan Pablo II en el 2000 y que regula la celebración de la Misa en el rito romano de la Iglesia Católica, la casulla -puesta encima del alba y de la estola- es la vestidura propia del sacerdote para la celebración de la misa y los ritos directamente relacionados con ella. Igualmente los sacerdotes concelebrantes deben utilizar la casulla, pudiendo omitirla tan sólo cuando no hubiere suficientes vestiduras, aunque el celebrante principal debe siempre portarla. Conforme el Ceremonial de los Obispos, promulgado en 1983, es también la vestidura exterior propia de los obispos cuando celebran la misa. La casulla debe concordar con el color litúrgico determinado por la legislación eclesiástica: